# Isabella Gruber
Isabella Katharina Gruber (* 13. März 1970 in Kufstein) ist eine österreichische Politikerin (FRITZ). Von 2015 bis 2018 war sie Abgeordnete zum Tiroler Landtag.

## Leben
Isabella Gruber besuchte nach der Volksschule in Hinterthiersee und der Unterstufe des Bundesrealgymnasiums Kufstein von 1984 bis 1988 die HBLA in Kufstein. 1997/98 legte sie die Studienberechtigungsprüfung ab, anschließend studierte sie Psychologie, das Studium schloss sie 2003 als Magistra ab. Seit 2003 ist sie als Psychotherapeutin tätig, seit 2011 Vorstandsmitglied der Lebenshilfe Tirol und seit 2013 Mitarbeiterin des psychologischen Fachdienstes der Caritas München.
Am 3. Oktober 2015 wurde sie in Nachfolge von Andreas Brugger in der XVI. Gesetzgebungsperiode als Abgeordnete zum Tiroler Landtag angelobt. Nach der Landtagswahl in Tirol 2018 schied sie aus dem Landtag aus.
Gruber lebt in Thiersee und hat einen Sohn.